# Jameela palmyra
Jameela palmyra (Felder, 1860) è un lepidottero appartenente alla famiglia Lycaenidae, diffuso in Oceania.